# Местная администрация
Администрация местного самоуправления — исполнительно-распорядительный орган в системе местного самоуправления.

## Способы формирования
- формируется представительным органом местного самоуправления;
- формируется главой местного самоуправления самостоятельно;
- формируется главой местного самоуправления с согласия представительного органа;
- в части назначения главных должностных лиц формируется с согласия представительного органа, в остальной части — главой местного самоуправления самостоятельно.

## Варианты взаимоотношений с главой местного самоуправления
- глава местного самоуправления лично руководит деятельностью местной администрации;
- глава местного самоуправления осуществляет лишь общее руководство, а оперативное руководство осуществляет назначенный представительным органом или нанятый на контрактной основе руководитель местной администрации;
- местная администрация возглавляется назначенным (нанятым на контрактной основе) руководителем местной администрации.

## Функции и полномочия
Функции и полномочия структурных подразделений исполнительного органа местного самоуправления, а также организация и порядок их деятельности определяются специальными положениями об этих органах, утверждаемыми в порядке, предусмотренном в уставе муниципального образования.